# Баттерсхилл, Клэр
Клэр Баттерсхилл (англ. Claire Battershill, род. Досон-Крик) — канадская писательница и литературовед. 15 сентября 2017 года Клэр Баттерсхилл была удостоена награды Совета по социальным и гуманитарным исследованиям от генерал-губернатора Дэвида Джонстона. 
Её сборник рассказов «Цирк» (Circus) был опубликован издательством McClelland & Stewart в 2014 году. Заглавный рассказ получил литературную премию CBC за короткий рассказ. Книга получила премию Кобо для начинающих писателей, стала со-лауреатом премии Канадской ассоциации авторов для начинающих писателей и стала финалистом премии Дануты Глид и PEN International New Voices Award.
Она имеет степень бакалавра (с отличием) по английскому языку Оксфордского университета и докторскую степень по истории книги и английской литературе Университета Торонто. Она публикует академические работы по истории литературы и культуре XX века, особенно о Вирджинии Вульф и её издательстве Hogarth Press.
Клэр родилась в Досон-Крик, Британская Колумбия, и является сестрой писателя Эндрю Баттерсхилла.